# Richter-Gletscher
Der Richter-Gletscher ist ein Gletscher mit geringem Gefälle an der Saunders-Küste des westantarktischen Marie-Byrd-Lands. Auf der Nordseite der Edward-VII-Halbinsel fließt er 16 km westlich der Scott-Nunatakker von einem gemeinsamen Sattel mit dem Butler-Gletscher in nordwestlicher Richtung und mündet in Form einer kleinen Gletscherzunge in den Südlichen Ozean.
Der Gletscher diente der japanischen Antarktisexpedition um den Polarforscher Nobu Shirase im Januar 1912 als Aufstiegsroute zu den Scott-Nunatakkern. Erstmals verzeichnet ist er auf einer Landkarte, die im Zuge der Byrd Antarctic Expedition (1928–1930) entstand. Der United States Geological Survey nahm anhand eigener Vermessungen und Luftaufnahmen der United States Navy aus den Jahren zwischen 1959 und 1965 eine detailliertere Kartierung vor. Das Advisory Committee on Antarctic Names benannte ihn 1970 nach Gregory S. Richter, Meteorologe und wissenschaftlicher Leiter der Byrd-Station im antarktischen Winter 1968.